# Vezzano sul Crostolo
Vezzano sul Crostolo ist eine italienische Gemeinde (comune) mit 4384 Einwohnern (Stand 31. Dezember 2023) in der Provinz Reggio Emilia in der Emilia-Romagna. Die Gemeinde liegt etwa 13 Kilometer südsüdwestlich von Reggio nell’Emilia.

## Geschichte
Am 23. Juni 1944 wurden im sogenannten Blutbad von Bettola (einem Ortsteil von Vezzano) 32 Zivilisten durch deutsche Soldaten ermordet.

## Städtepartnerschaft
Vezzano sul Crostolo unterhält partnerschaftliche Beziehungen zur deutschen Gemeinde Friolzheim in Baden-Württemberg.

## Verkehr
Durch die Gemeinde führt die Strada Statale 63 del Passo del Cerreto von Aulla nach Gualtieri.